# Marcus Olsson (football)
Pour les articles homonymes, voir Olsson.
Ne doit pas être confondu avec Marcus Olsson.
Marcus Olsson, (né le 17 mai 1988 à Gävle), est un footballeur international suédois. Il joue en tant que défenseur. Il est le frère jumeau de Martin Olsson.

## Biographie
Le 26 janvier 2016, il rejoint Derby County.